# Jesse Bledsoe

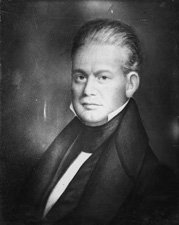
Jesse Bledsoe

Jesse Bledsoe (* 6. April 1776 in Culpeper County, Colony of Virginia; † 25. Juni 1836 bei Nacogdoches, Texas) war ein US-amerikanischer Jurist und Politiker (Demokratisch-Republikanische Partei). Er war der Onkel der Kongressabgeordneten Robert Emmett Bledsoe Baylor und Thomas Chilton sowie des konföderierten Abgeordneten William Parish Chilton.

## Leben
Jesse Bledsoe zog in seinen Kindertagen mit einem seiner älteren Brüder nach Kentucky. Dort besuchte er das Transylvania Seminary und die Transylvania University in Lexington. Er studierte Jura, bekam um 1800 seine Zulassung als Anwalt und praktizierte dann. Bledsoe verfolgte auch eine politische Laufbahn. Er wurde 1808 zum geschäftsführenden Beamten (Secretary of State) ernannt. Dann war er 1812 Abgeordneter im Repräsentantenhaus von Kentucky. Man wählte ihn in den US-Senat, wo er vom 4. März 1813 bis zu seinem Rücktritt am 24. Dezember 1814 verblieb. Danach bekleidete er zwischen 1817 und 1820 einen Sitz im Senat von Kentucky.
Er war 1822 Richter im Bezirk von Lexington. Ferner war er als Juraprofessor an der Transylvania University tätig und als Pfarrer der Christian Church. Bledsoe zog 1833 nach Mississippi und 1835 nach Texas, wo er ein Jahr später verstarb.